# Simulium bagmaticum
Simulium bagmaticum es una especie de insecto del género Simulium, familia Simuliidae, orden Diptera.
Fue descrita científicamente por Markey, 1985.